# Evguéni Jaldéi
Evguéni Anánievich Jaldéi (en ruso Евгений Ананьевич Халдей; Donetsk, Imperio ruso, 23 de marzo de 1917-Moscú, Rusia, 6 de octubre de 1997) fue un fotógrafo ruso, mundialmente famoso gracias a sus instantáneas de la Segunda Guerra Mundial y del Proceso de Núremberg.
Su foto más célebre fue la del soldado soviético alzando la bandera con la hoz y el martillo sobre el edificio del Reichstag, parlamento de Berlín, asediado por las bombas en 1945.
Evguéni Jaldéi nació en una familia judía durante el periodo del Gobierno provisional ruso establecido 8 días antes de su nacimiento, tras la revolución de febrero, pero antes de la revolución de octubre. A los diecinueve años comenzó a trabajar con la agencia de prensa soviética TASS, donde permaneció hasta los años setenta. Luego trabajaría ocasionalmente para TASS y Pravda.
Jaldéi alcanzó reconocimiento internacional a partir de la caída de la URSS, en 1991.